# Expansion Draft NFL 1961
Il Draft di espansione della National Football League del 1961 fu tenuto il 26 gennaio 1961. I Minnesota Vikings, una nuova franchigia, scelsero durante questo evento i loro primi giocatori.
Nell'agosto 1959, a un gruppo di uomini d'affari di Minneapolis fu assegnata una franchigia della nuova American Football League (AFL). Nel gennaio 1960 rinunciarono alla franchigia della AFL e in cambio furono premiato col 90% delle quote di una nuova franchigia della National Football League (il restante 10% andò per un accordo precedente all'ex proprietario dei Duluth Kelleys/Eskimos Ole Haugsrud). Per fare in modo che i Vikings fossero competitivi con le altre squadre già esistenti, fu loro assegnata la prima scelta assoluta del Draft NFL 1961 e fu data inoltre la possibilità di scegliere alcuni giocatori dalle altre squadra, esclusi i Dallas Cowboys che si erano uniti alla NFL solo nell'anno precedente.

## Le scelte
| Expansion Draft NFL 1961 |                                   |                        |                     |
| Giocatore                | Ruolo                             | College                | Provenienza         |
| Grady Alderman           | Guard                             | Detroit Mercy          | Detroit Lions       |
| Tom Barnett              | Running back                      | Purdue                 | Pittsburgh Steelers |
| Byron Beams              | Offensive tackle Defensive tackle | Notre Dame             | Pittsburgh Steelers |
| Ken Beck                 | Defensive tackle                  | Texas A&M              | Green Bay Packers   |
| Bill Bishop              | Defensive tackle                  | North Texas State      | Chicago Bears       |
| Don Boll                 | Offensive tackle                  | Nebraska               | New York Giants     |
| Ed Culpepper             | Defensive tackle                  | Alabama                | St. Louis Cardinals |
| Don Ellersick            | Defensive back                    | Washington State       | Los Angeles Rams    |
| Dick Haley               | Defensive back                    | Pittsburgh             | Washington Redskins |
| Gerry Huth               | Guard                             | Wake Forest            | Philadelphia Eagles |
| Charlie Janerette        | Guard                             | Penn State             | Los Angeles Rams    |
| Gene Johnson             | Defensive back                    | Cincinnati             | Philadelphia Eagles |
| Don Joyce                | Defensive End                     | Tulane                 | Baltimore Colts     |
| Bill Kimber              | Tight end                         | Florida State          | New York Giants     |
| Bill Lapham              | Centro                            | Iowa                   | Philadelphia Eagles |
| Hugh McElhenny           | Running back                      | Washington             | San Francisco 49ers |
| Dave Middleton           | Tight end                         | Auburn                 | Detroit Lions       |
| Jack Morris              | Defensive back                    | Oregon                 | Pittsburgh Steelers |
| Rich Mostardi            | Defensive back                    | Kent State             | Cleveland Browns    |
| Fred Murphy              | Tight end                         | Georgia Tech           | Cleveland Browns    |
| Clancy Osborne           | Linebacker                        | Arizona State          | San Francisco 49ers |
| Dick Pesonen             | Defensive back                    | Minnesota-Duluth       | Green Bay Packers   |
| Mike Rabold              | Guard                             | Indiana                | St. Louis Cardinals |
| Perry Richards           | Tight end                         | Detroit Mercy          | St. Louis Cardinals |
| Bill Roehnelt            | Linebacker                        | Bradley                | Washington Redskins |
| Karl Rubke               | Linebacker                        | USC                    | San Francisco 49ers |
| Gene Selawski            | Offensive tackle                  | Purdue                 | Cleveland Browns    |
| Glenn Shaw               | Fullback                          | Kentucky               | Chicago Bears       |
| Lebron Shields           | Defensive tackle                  | Tennessee              | Baltimore Colts     |
| Zeke Smith               | Linebacker                        | Auburn                 | Baltimore Colts     |
| Jerry Stalcup            | Linebacker                        | Wisconsin              | Los Angeles Rams    |
| Louis Stephens           | Guard                             | San Francisco          | Washington Redskins |
| Charlie Sumner           | Defensive back                    | William & Mary         | Chicago Bears       |
| Dave Whitsell            | Defensive back                    | Indiana                | Detroit Lions       |
| Paul Winslow             | Running back                      | North Carolina Central | Green Bay Packers   |
| Frank Youso              | Offensive tackle                  | Minnesota              | New York Giants     |